# Azem Hajdari

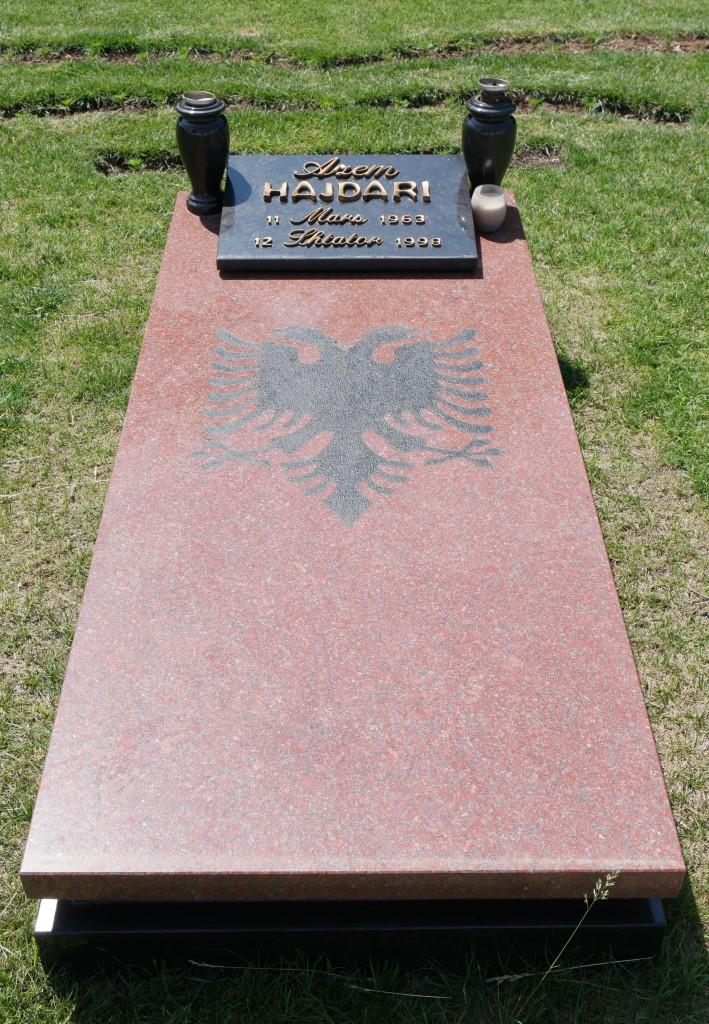
Grób Azema Hajdariego

Azem Shpend Hajdari (ur. 11 marca 1963 w Tropoi, zm. 12 września 1998 w Tiranie) – albański polityk.

## Życiorys
Ukończył szkołę średnią w Tropoi, a następnie w 1987 podjął studia filozoficzne na Uniwersytecie Tirańskim. Ukończył je w 1993, a dwa lata później podjął studia prawnicze na tej samej uczelni. W 1996 odbył studia podyplomowe z zakresu bezpieczeństwa i obronności w Garmisch-Partenkirchen.
W 1990 jako student filozofii na Uniwersytecie Tirańskim zaangażował się w demonstracje studentów, domagających się usunięcia imienia Envera Hoxhy jako patrona uczelni. Na spotkaniu delegacji protestujących z ówczesnym przywódcą partii komunistycznej – Ramizem Alią to Hajdari przedstawiał postulaty protestujących, w tym postulat przywrócenia pluralizmu politycznego. W grudniu 1990 znalazł się wśród współzałożycieli pierwszej partii opozycyjnej – Demokratycznej Partii Albanii i autorów pierwszego statutu partii. Należał też do grona bliskich współpracowników Salego Berishy, pochodzącego z tego samego regionu. Na I Kongresie partii był jednym z kandydatów do stanowiska przewodniczącego, ale otrzymał zaledwie kilka głosów poparcia.
W kampanii przed pierwszymi wielopartyjnymi wyborami parlamentarnymi w 1991 zasłynął z wielu niekonwencjonalnych wypowiedzi – m.in. „Mamy w kraju milion komunistów, milion szpiegów i milion bezrobotnych”. Organ partii komunistycznej – Zëri i Popullit określał go mianem człowieka chorego psychicznie. Od 1991 nieprzerwanie zasiadał w parlamencie, stał się w tym czasie jednym z organizatorów ruchu związkowego. W latach 1992–1996 kierował komisją parlamentarną ds. porządku publicznego i nadzoru nad służbami specjalnymi, a w styczniu 1997 objął kierownictwo komisji parlamentarnej d.s. obrony. 18 września 1997 w czasie sesji parlamentu deputowany partii socjalistycznej Gafurr Mazrreku, którego Hajdari obraził dzień wcześniej strzelił do niego kilkakrotnie w budynku parlamentu. Hajdari przeżył zamach, ale został ranny.
Od 1995 był prezesem klubu sportowego Vllaznia Szkodra, a także przewodniczącym Albańskiej Federacji Sztuk Walki.

## Okoliczności śmierci
12 września 1998, kiedy wychodził wraz z ochroniarzami z siedziby Demokratycznej Partii Albanii w Tiranie został ostrzelany z samochodu zaparkowanego na sąsiedniej ulicy. Hajdari trafiony dwukrotnie zginął na miejscu, podobnie jak jego ochroniarz Besim Cerja, drugi Zenel Neza został ciężko ranny. Z ran zmarł także jeden z zamachowców. Śmierć Hajdariego, określanego przez prasę Albańskim Wałęsą doprowadziła do ulicznych demonstracji i ataku zwolenników Hajdariego na siedzibę Prezesa Rady Ministrów w Tiranie.
Ustalenie winnych śmierci Hajdariego było b. trudne wskutek zaniedbań policji, która nie zabezpieczyła w odpowiedni sposób miejsca przestępstwa. Zginęły rzeczy osobiste zamordowanego, w tym telefon komórkowy, z którego rozmawiał kilka minut przed śmiercią. Winnymi śmierci Hajdariego uznano grupę, kierowaną przez Fatmira Haklaja i Jaho Salihiego (Mulosmaniego), który w 2001 przed sądem w Tiranie przyznał się do udziału w zabójstwie. Prasa albańska sugerowała, że Hajdari brał udział w nielegalnym handlu bronią z Kosowem i padł ofiarą jednej z grup przestępczych, zaangażowanych w podobny proceder. W kwietniu 2018 jeden ze skazanych za udział w zamachu, Ismet Haxhia oświadczył, że Hajdari zginął przez przypadek, a prawdziwym celem zamachu miał być Sali Berisha.
Był żonaty, miał dwie córki; jedna z nich, Rudina, uzyskała mandat deputowanej do Zgromadzenia Albanii w wyborach parlamentarnych z 2017 roku. Po śmierci został uhonorowany tytułem Honorowego Obywatela Tirany i Orderem Skanderbega, a w 2002 Orderem Honor Narodu (alb. Nderi i Kombit). Imię Hajdariego noszą ulice w Tiranie, Durrësie, Kamzie i w Dragobi, a jego pomnik znajduje się w Bajram Curri.

## Publikacje
- Azem Hajdari: Krimet e luftës kundër popullsisë civile në Kosovë gjatë periudhës shkurt 1998-qershor 1999. Prisztina: 2002, s. 355. ISBN 9951-8516-0-6.